# Rachel Sánchez
Rachel Sánchez Pérez est une joueuse de volley-ball cubaine née le 9 janvier 1989 à Pinar del Río. Elle mesure 1,89 m et joue au poste de centrale. Elle totalise 59 sélections en équipe de Cuba.

## Clubs
| Club                   | De        | À         |
| ---------------------- | --------- | --------- |
| Pinar del Río          |           | 2010-2011 |
| VK Almaty              | 2013-2014 | 2013-2014 |
| VBC Voléro Zurich      | 2014-2015 | 2014-2015 |
| Racing Club de Cannes  | 2015-2016 | 2015-2016 |
| İdmanocağı Spor Kulübü | 2016-2017 | 2016-2017 |
| Halkbank Ankara        | 2017-2018 | 2017-2018 |
| Çanakkale Belediye     | jan 2019  | mai 2019  |
| İlbank Ankara          | 2019-2020 | …         |

## Palmarès

### Équipe nationale
- Grand Prix Mondial
  - Finaliste : 2008.
- Coupe panaméricaine
  - Vainqueur : 2007.
  - Finaliste: 2006.
- Championnat d'Amérique du Nord
  - Finaliste: 2005.
- Jeux d'Amérique centrale et des Caraïbes
  - Finaliste: 2006.

### Clubs
- Coupe de Suisse
  - Vainqueur: 2015.
- Championnat de Suisse
  - Vainqueur : 2015.
- Coupe de France
  - Vainqueur : 2016.
- Championnat de France
  - Finaliste : 2016.